# Iouri Boutsaïev
Pour les articles homonymes, voir Boutsaïev.
Iouri Guennadievitch Boutsaïev - en russe : Юрий Геннадьевич Буцаев (Ûrij Gennad’evič Bucaev) et en anglais : Yuri Butsayev - (né le 11 octobre 1978 à Togliatti en URSS) est un joueur professionnel russe de hockey sur glace. Il est le frère de Viatcheslav Boutsaïev.

## Biographie

### Carrière en club
En 1995, il commence sa carrière au Lada Togliatti dans la Vyschaïa Liga, le second échelon russe. Le Lada remporte la Coupe d'Europe 1996-1997. Cette année-là, il est choisi au cours du repêchage d'entrée dans la Ligue nationale de hockey par les Red Wings de Détroit en 2e ronde, en 49e position. En 1999, il débute dans la LNH avec les Red Wings. Il a par la suite été échangé aux Thrashers d'Atlanta. Il a remporté la Coupe Calder 2002 avec les Wolves de Chicago. Il revient en Russie en 2002 et 2003 avec le Lokomotiv Iaroslavl. En septembre 2009, il est condamné pour viol à Asikkala en Finlande.

### Carrière internationale
Il a représenté l'Équipe de Russie en sélections jeunes.

## Statistiques
| Saison     | Équipe                     | Ligue         |    | Saison régulière | Saison régulière | Saison régulière | Saison régulière | Saison régulière |    | Séries éliminatoires | Séries éliminatoires | Séries éliminatoires | Séries éliminatoires | Séries éliminatoires |
| Saison     | Équipe                     | Ligue         | PJ | B                | A                | Pts              | Pun              | PJ               | B  | A                    | Pts                  | Pun                  |                      |                      |
| 1995-1996  | Lada Togliatti             | Vyschaïa Liga | 35 | 19               | 7                | 26               | 26               |                  |    |                      |                      |                      |                      |                      |
| 1995-1996  | Lada Togliatti             | Superliga     | 1  | 0                | 0                | 0                | 0                |                  |    |                      |                      |                      |                      |                      |
| 1996-1997  | Lada Togliatti             | Superliga     | 42 | 13               | 11               | 24               | 38               |                  |    |                      |                      |                      |                      |                      |
| 1997-1998  | Lada Togliatti             | Superliga     | 44 | 8                | 9                | 17               | 63               |                  |    |                      |                      |                      |                      |                      |
| 1998-1999  | Dinamo Moscou              | Superliga     | 1  | 0                | 1                | 1                | 0                | --               | -- | --                   | --                   | --                   |                      |                      |
| 1998-1999  | Lada Togliatti             | Superliga     | 39 | 10               | 7                | 17               | 55               | 7                | 1  | 2                    | 3                    | 14                   |                      |                      |
| 1999-2000  | Mighty Ducks de Cincinnati | LAH           | 9  | 0                | 1                | 1                | 0                | --               | -- | --                   | --                   | --                   |                      |                      |
| 1999-2000  | Red Wings de Détroit       | LNH           | 57 | 5                | 3                | 8                | 12               | --               | -- | --                   | --                   | --                   |                      |                      |
| 2000-2001  | Mighty Ducks de Cincinnati | LAH           | 54 | 29               | 17               | 46               | 26               | 4                | 0  | 2                    | 2                    | 2                    |                      |                      |
| 2000-2001  | Red Wings de Détroit       | LNH           | 15 | 1                | 1                | 2                | 4                | --               | -- | --                   | --                   | --                   |                      |                      |
| 2001-2002  | Red Wings de Détroit       | LNH           | 3  | 0                | 0                | 0                | 0                | --               | -- | --                   | --                   | --                   |                      |                      |
| 2001-2002  | Mighty Ducks de Cincinnati | LAH           | 61 | 21               | 23               | 44               | 44               | --               | -- | --                   | --                   | --                   |                      |                      |
| 2001-2002  | Thrashers d'Atlanta        | LNH           | 8  | 2                | 0                | 2                | 4                | --               | -- | --                   | --                   | --                   |                      |                      |
| 2001-2002  | Wolves de Chicago          | LAH           | 4  | 1                | 1                | 2                | 0                | 22               | 7  | 4                    | 11                   | 20                   |                      |                      |
| 2002-2003  | Thrashers d'Atlanta        | LNH           | 16 | 2                | 0                | 2                | 8                | --               | -- | --                   | --                   | --                   |                      |                      |
| 2002-2003  | Wolves de Chicago          | LAH           | 7  | 6                | 3                | 9                | 0                | --               | -- | --                   | --                   | --                   |                      |                      |
| 2002-2003  | Lokomotiv Iaroslavl        | Superliga     | 21 | 2                | 5                | 7                | 41               | 10               | 2  | 3                    | 5                    | 4                    |                      |                      |
| 2003-2004  | CSKA Moscou                | Superliga     | 18 | 1                | 3                | 4                | 6                | --               | -- | --                   | --                   | --                   |                      |                      |
| 2003-2004  | Lada Togliatti             | Superliga     | 28 | 7                | 3                | 10               | 30               | 6                | 1  | 0                    | 1                    | 0                    |                      |                      |
| 2004-2005  | Lada Togliatti             | Superliga     | 42 | 6                | 6                | 12               | 32               | 9                | 2  | 2                    | 4                    | 6                    |                      |                      |
| 2005-2006  | HK MVD                     | Superliga     | 38 | 3                | 8                | 11               | 10               | --               | -- | --                   | --                   | --                   |                      |                      |
| 2006-2007  | Lada Togliatti             | Superliga     | 44 | 10               | 5                | 15               | 40               | 3                | 0  | 2                    | 2                    | 4                    |                      |                      |
| 2007-2008  | Torpedo Nijni Novgorod     | Superliga     | 57 | 8                | 8                | 16               | 74               | --               | -- | --                   | --                   | --                   |                      |                      |
| 2008-2009  | Torpedo Nijni-Novgorod     | KHL           | 54 | 9                | 11               | 20               | 69               | --               | -- | --                   | --                   | --                   |                      |                      |
| 2009-2010  | Iougra Khanty-Mansiïsk     | Vyschaïa Liga | 2  | 1                | 0                | 1                | 2                |                  |    |                      |                      |                      |                      |                      |
| 2010-2011  | Sibir Novossibirsk         | KHL           | 7  | 0                | 0                | 0                | 2                |                  |    |                      |                      |                      |                      |                      |
| 2010-2011  | Zaouralye Kourgan          | VHL           | 33 | 6                | 7                | 13               | 20               |                  |    |                      |                      |                      |                      |                      |
| 2011-2012  | HK CSKA Moscou             | KHL           | 50 | 0                | 4                | 4                | 32               | 5                | 1  | 0                    | 1                    | 22                   |                      |                      |
| Totaux LNH | Totaux LNH                 | Totaux LNH    | 99 | 10               | 4                | 14               | 28               |                  |    |                      |                      |                      |                      |                      |